# Daniel Navarrete Candia
Daniel Alejandro Navarrete Candia (Santiago, Chile; 17 de abril de 2001) es un futbolista chileno, se desempeña como lateral derecho y actualmente milita en Universidad de Chile de la Primera División de ese país.

## Trayectoria
Formado en las divisiones inferiores de Universidad de Chile, obtuvo su primera citación al primer equipo el 28 de agosto de 2019 para un partido del torneo nacional ante Palestino. Debutó profesionalmente el día 18 de marzo de 2021 contra San Lorenzo por la Copa Libertadores, esto debido a un brote de COVID-19 que sufrió el equipo azul. Jugó como lateral derecho el partido completo que acabó con victoria por 2-0 a favor de San Lorenzo.
En abril de 2022, vio sus primeros minutos por el torneo nacional, ingresando 19 minutos en el empate sin goles ante Palestino.
El 1 de febrero de 2024 fue anunciado como nuevo jugador de AC Barnechea de la Primera B chilena. En el equipo, al que llegó cedido, solo alcanzó a disputar tres partidos, ya que en un cotejo contra Deportes Recoleta sufrió una rotura del ligamento cruzado anterior que lo dejó siete meses fuera de las canchas. Luego que Barnechea descendiera a la Segunda División Profesional debido a un problema con la licencia de clubes, que terminó con la resta de cuarenta y cinco puntos, Navarrete regresó a final de año a las filas de Universidad de Chile.

## Estadísticas

### Clubes
| Club                         | Div              | Temporada        | Liga  | Liga  | Copas nacionales | Copas nacionales | Torneos internacionales | Torneos internacionales | Total | Total |
| Club                         | Div              | Temporada        | Part. | Goles | Part.            | Goles            | Part.                   | Goles                   | Part. | Goles |
| ---------------------------- | ---------------- | ---------------- | ----- | ----- | ---------------- | ---------------- | ----------------------- | ----------------------- | ----- | ----- |
| Universidad de Chile · Chile | 1.ª              | 2021             | —     | —     | —                | —                | 1                       | 0                       | 1     | 0     |
| Universidad de Chile · Chile | 1.ª              | 2022             | 11    | 0     | 6                | 0                | —                       | —                       | 17    | 0     |
| Universidad de Chile · Chile | 1.ª              | 2023             | 2     | 0     | 0                | 0                | —                       | —                       | 2     | 0     |
| Universidad de Chile · Chile | Total club       | Total club       | 13    | 0     | 6                | 0                | 1                       | 0                       | 20    | 0     |
| A. C. Barnechea · Chile      | 2.ª              | 2024             | 3     | 0     | —                | —                | —                       | —                       | 3     | 0     |
| A. C. Barnechea · Chile      | Total club       | Total club       | 3     | 0     | 0                | 0                | 0                       | 0                       | 3     | 0     |
| Total en carrera             | Total en carrera | Total en carrera | 16    | 0     | 6                | 0                | 1                       | 0                       | 23    | 0     |
| 1. 2.                        |                  |                  |       |       |                  |                  |                         |                         |       |       |